# Gonzalo de Celada
Gonzalo de Celada (¿?-1443) fue un eclesiástico español, miembro de la corte de Juan II de Castilla.

## Biografía
Perteneció a la orden franciscana y fue nombrado obispo titular de Calcedonia (Episcopus Chalcedonen.)
El 24 de febrero de 1434 fue el encargado de consagrar la recién construida capilla del Alcázar de Madrid.
Murió en 1443. Tuvo como cubiculario a Pedro González, prior del Santo Sepulcro en Toro. El 7 de agosto de 1443, en Siena, este último pedía a la Santa Sede (entonces ocupada por Eugenio IV) la sucesión en los bienes de Gonzalo de Celada, que le fue concedida.